# Here We Go Again (песня)
«Here We Go Again» (с англ. — «И снова мы») — песня, записанная американской актрисой и певицей Деми Ловато для её одноимённого второго студийного альбома Here We Go Again. Песня была издана в качестве лид-сингла с альбома 23 июня 2009 года лейблом Hollywood Records. Авторами песни являются Айзек Хэссон, Линди Роббинс и Мгер Филиан, а продюсером — команда SuperSpy (объединение Хэссона и Филиана). Песня записана в жанре пауэр-поп и повествует о непостоянных отношениях лирической героини и её парня.
Песня получила положительные отзывы критиков, которые высоко оценили хук песни и сравнили её с работами Келли Кларксон. Сингл достиг пика на 15-й позиции американского чарта Billboard Hot 100 и в 2014 году получил платиновый сертификат от RIAA за 1 миллион проданных копий.

## Предыстория
В сентябре 2008 года Ловато выпустила свой дебютный альбом Don’t Forget. Спустя несколько месяцев, в январе 2009 года Ловато вернулась в студию для записи нового материала. Тогда же начались студийные сессии для второго альбома певицы, которые стартовали сразу после окончания съёмок первого сезона телесериала «Дайте Санни шанс», где Ловато играет главную роль. Запись альбома завершилась в апреле того же года. Песня «Here We Go Again» была написана Айзеком Хэссоном, Линди Роббинсом и Мгером Филианом, и спродюсирована Хэссоном и Филианом под общим псевдонимом SuperSpy. Дуэт также спродюсировал другую песню для этого альбома — «U Got Nothin' on Me».
Запись «Here We Go Again» проходила в трёх разных студиях Калифорнии: SuperSpy Studios в Лос-Анджелесе, Resonate Studios в Бербанке и The Jungle Room в Грендейле. Дополнительная запись проходила в Safe House Studios в Гринсборо. Роббинс исполнил бэк-вокал в песне. Хэссон обеспечивал программирование, гитары и синтезаторы, а Филиан занимался программированием и клавишами. На инструментах играли Дориан Крозье, который играл на барабанах, и Кенни Джонсон, который играл на басах. Песня была сведена Крисом Лорд-Алджем.
Премьера песни состоялась на волнах Radio Disney 17 июня 2009 года. Песня была издана в качестве лид-сингла с одноимённого альбома 23 июня лейблом Hollywood Records, путём цифровой дистрибуции. Это единственный сингл с альбома на территории Северной Америки. Сингл был издан в Австралии и Новой Зеландии 17 июля 2009 года.

## Композиция
«Here We Go Again» — поп-рок-песня с гитарными партиями и поп-хуками. Критики сравнивали её с песнями Келли Кларксон, в частности с песней «Since U Been Gone». Согласно нотной записи, опубликованной на Musicnotes.com издательством Kobalt Music Publishing, «Here We Go Again» написана в среднем размере с умеренным темпом 144 удара в минуту. Она написана в тональности фа мажор, а вокальный диапазон Ловато простирается от низкой ноты F3 до высокой ноты A5. Он имеет базовую последовательность F-Dm-Dm-Gm / B♭-F в качестве последовательности аккордов. Текст песни повествует о прерывистых отношениях главной героини с парнем, она поёт: «Что-то в тебе вызывает привыкание». Ловато объяснила: «По сути, речь идёт о том, чтобы быть в отношениях, где вы расстаетесь, и миритесь, и снова расстаетесь, и это похоже на 'Ну вот, и снова мы, мы просто продолжаем делать это снова и снова».

## Отзывы критиков

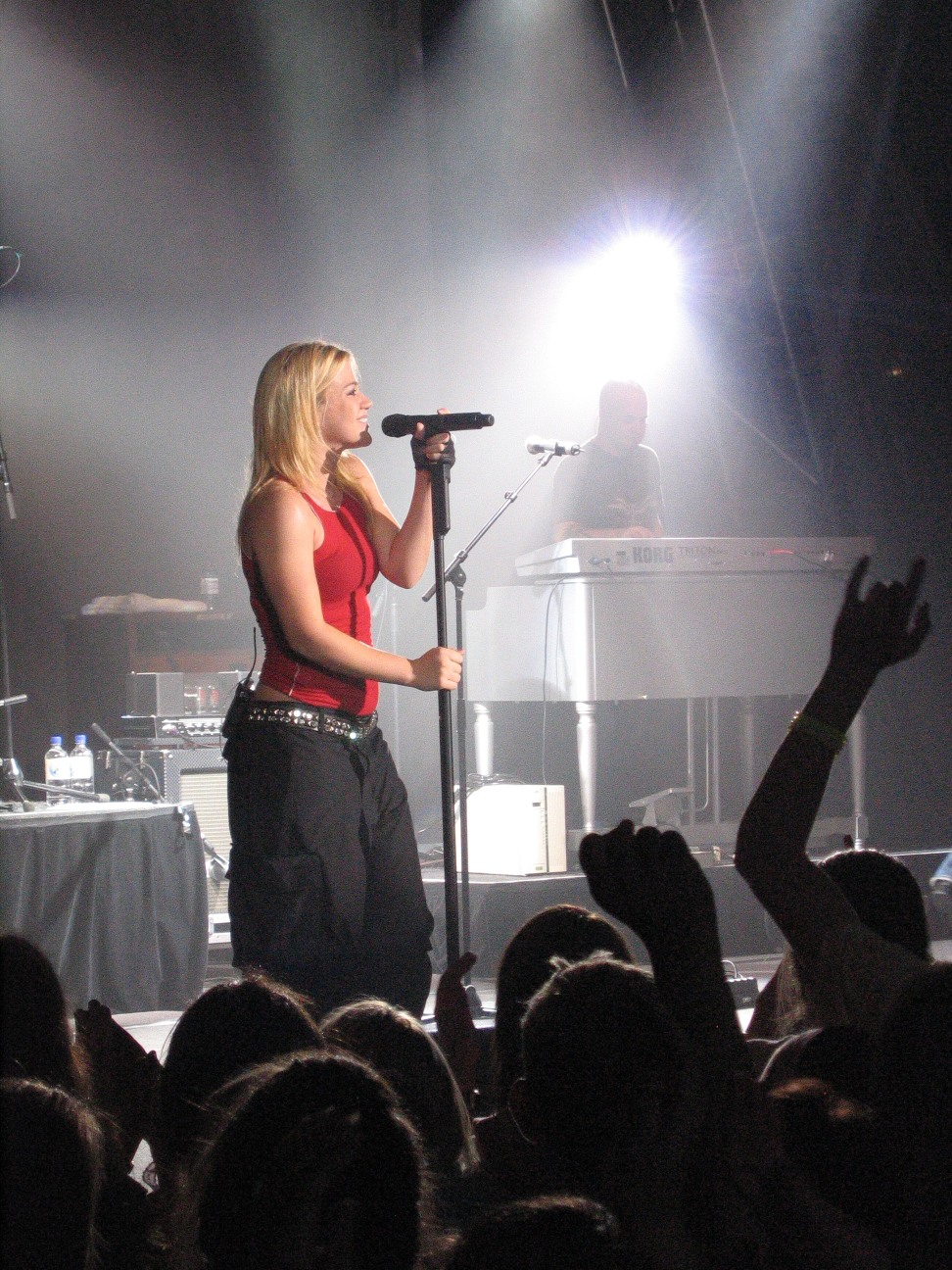
Песню сравнили с работами Келли Кларксон (на фото).

«Here We Go Again» получила в целом положительные отзывы музыкальных критиков. Эд Мэсли из Arizona Republic назвал её «взрывом поп-хуков, исполненных с выигрышной смесью душевной боли и бравады». Керри Мейсон из Billboard назвала песню потенциальным хитом и отметила, что Ловато «звучит почти как младшая сестра Келли Кларксон». Маргарет Уопплер из Los Angeles Times сравнила её с песней Кларксон «Since U Been Gone» и написала, что Ловато «говорит парню, куда ему уйти поверх баффовых гитарных линий». Стивен Томас Эрлевайн из Allmusic описал песню как «хулиганский пауэр-поп». Он также назвал песню одниой из лучших на альбоме. Алтея Легаспи из Chicago Tribune назвала её «гимнической» и «запоминающейся», в то время как критик из Houston Chronicle Джоуи Герра описал его не как «мгновенный захват», как и предыдущие синглы Ловато.

## Позиции в чартах
В Соединенных Штатах «Here We Go Again» дебютировал в Billboard Hot 100 под номером 51 в выпуске от 11 июля 2009 года. После двух недель пребывания в чарте он опустился до 66-го места, а на следующей неделе поднялся до 24-го, в дополнение к тому, что он получил наибольший цифровой прирост. Совпав с выпуском альбома, песня достигла 15-го места 8 августа 2009 года. Песня стала самым высоким сольным синглом Ловато в чарте, пока «Skyscraper» не достиг 10-го места в июле 2011 года. По данным Nielsen SoundScan, в Соединенных Штатах было продано 880 000 цифровых копий сингла. В Канаде, «Here We Go Again» дебютировал под номером 86 в выпуске от 11 июля 2009 года в чарте Canadian Hot 100. На следующей неделе он покинул чарт и вновь появился 8 августа 2009 года под номером 61, что стало его пиковой позицией. В Новой Зеландии песня достигла 38-го места, став первой записью Ловато в чарте.

## Видеоклип
Режиссёрами видеоклипа на «Here We Go Again» выступили Брендан Мэллой и Тим Уилер, которые сняли предыдущее видео Ловато — «La La Land». Клип был снят 8 июня 2009 года в Лос-Анджелесе, штат Калифорния. Премьера состоялась 26 июня 2009 года на канале Disney, после премьеры фильма «Программа защиты принцесс» (в котором снимается Ловато). Видео начинается с того, что Ловато находится в гримёрке, готовясь к концерту. Ловато разговаривает по телефону со своим парнем (которого изображает Кристофер Мейсон). Повесив трубку, она разрывает фотографию, на которой они вместе, подразумевая, что он прекратил их отношения. Он пытается перезвонить ей, но она игнорирует звонок и направляются к сцене. Парень посещает её концерт, и после того, как Ловато закончила выступление, она возвращается в свою гримерную. Он встречает её с розой, и они снова начинают свои отношения.

## Выступления
Ловато несколько раз исполняла «Here We Go Again». В рамках продвижения альбома, она появилась на «Вечернем шоу с Конаном О’Брайеном», чтобы исполнить песню 17 июля 2009 года. Она исполнила её вместе с другой песней из альбома — «Catch Me» на «Good Morning America» 23 июля, а сольно «Here We Go Again» исполнила на «Позднем шоу с Джимми Фэллоном» и на The View позже в тот же день. Песня также была исполнена во время их летнего тура 2009 года, где она была заключительной песней. В сентябре 2011 года, Ловато исполнила эту песню во время концерта «An Evening with Demi Lovato» в попурри с песнями «Get Back» и «La La Land». Позже она исполнила то же попурри во время тура A Special Night with Demi Lovato.

## Список композиций
- Цифровая дистрибуция[6]

1. «Here We Go Again» — 3:46
2. "Here We Go Again (Jason Nevins Remix) — 6:34

## Чарты
| Чарт (2009)                         | Высшая позиция |
| ----------------------------------- | -------------- |
| Австралия (ARIA)                    | 129            |
| Австралия (Hitseekers)              | 12             |
| Канада (Billboard Canadian Hot 100) | 61             |
| Новая Зеландия (Recorded Music NZ)  | 38             |
| США (Billboard Hot 100)             | 15             |

## Сертификации
| Регион     | Сертификация | Продажи   |
| ---------- | ------------ | --------- |
| США (RIAA) | Платиновый   | 1 000 000 |

## История релиза
| Страна         | Дата релиза   | Формат               |
| -------------- | ------------- | -------------------- |
| США            | 23 июня, 2009 | Цифровая дистрибуция |
| Австралия      | 17 июля, 2009 | Цифровая дистрибуция |
| Новая Зеландия | 17 июля, 2009 | Цифровая дистрибуция |